# Newsおかえり
『newsおかえり』（ニュースおかえり）は、朝日放送テレビ（ABCテレビ）で2022年4月4日から毎週月曜日 - 金曜日の夕方に関西ローカルで放送中の報道・情報番組。
2023年9月29日（金曜日）までの放送時間は15:45 - 19:00（以下JST）で、『スーパーJチャンネル』（テレビ朝日制作）からANN全国ニュースパート（17:50 - 18:15）を内包していた。10月2日から『スーパーJチャンネル』の全国ニュースパートを単独番組として分離したことなどに伴って、放送時間を15:40 - 17:47と18:15 - 19:00に分割している。

## 概要
2011年10月3日から2022年3月30日までおよそ10年半放送した『キャスト』の最終放送枠および、『スーパーJチャンネル』からANN全国ニュースパートを内包する構成を継承しながら、「共感」と「今日感」をキーワードに据えた関西ローカル向けの報道・情報番組。視聴者に寄り添う姿勢を示しつつ、関西地方の2府4県（朝日放送テレビの放送対象地域）および（報道取材用の支局を常設している）徳島県で発生した事件・事故の現場や「旬」のスポットからの生中継リポートを織り交ぜながら、「視聴者が自分の身に置き換えて考えられるようなニュース番組」を目指す。
番組のキャッチコピーは、「毎日のおかえりが家族をもっと家族にする」。番組のタイトルに「おかえり」を入れたのは、「仕事場や学校などから帰宅する家族を一人ひとり 『おかえり』の一声で迎え入れる時間帯」に放送されることを踏まえたもので、「家の中に少しずつあかりが灯っていくように、視聴者の心にもあかりが灯る温かな（雰囲気の）番組」も目指す。
メインキャスターは朝日放送テレビアナウンサー横山太一を起用した。横山は2020年10月2日まで『おはようコールABC』（朝日放送テレビ平日早朝の生放送番組）で9年間メインキャスターを務めていたが、平日の夕方に放送される報道番組でキャスターを担当することは、2009年に朝日放送（当時）へ入社してから初めてである。前番組の『キャスト』から一転して、同僚のアナウンサー（『おはようコールABCです』でコンビを組んでいた斎藤真美など）や関西地方出身の女優・タレント・フリーアナウンサーが「日替わりMC」として横山をサポート。関西地方の大学に在籍する女子学生から3名を、コメンテーターや「お天気リポーター」に起用した。
『キャスト』の天気予報を一貫して担当してきた清水とおる（気象予報士）、天気予報のコーナーに登場していたエビシー（朝日放送テレビのステーションキャラクター）の着ぐるみ、『キャスト』終了の時点でサブキャスターを務めていた横山の後輩アナウンサー（古川昌希・津田理帆・佐藤修平・東留伽）、終了時点でのコメンテーター（朝日放送テレビ報道局コメンテーターの木原善隆など）やロケリポーターの一部は当番組へ引き続き出演している。
津田・佐藤・東が個々の事情で2023年の9月上旬に当番組を離れたことによって、『キャスト』から続投しているキャスターは古川と清水だけになった。同月の中旬からは、大仁田美咲（2023年に朝日放送テレビへ入社したばかりのアナウンサー）を月曜日の「日替わりMC」（津田の後任）に抜擢するなど、横山と古川を除くレギュラーアナウンサー（いずれも朝日放送テレビ所属）の顔触れを一新。『キャスト』の開始から2020年10月2日放送分）まで主にサブキャスター（一時は古川とのコンビでメインキャスター）を務めていた塚本麻里衣（古川の1年先輩で2010年に当時の朝日放送へ入社）、『探偵!ナイトスクープ』（朝日放送テレビ制作）の第4代「秘書」（アシスタント）などで知られる増田紗織（2019年入社）、東の同期（2020年入社）でスポーツアナウンサーでもある大野雄一郎、同局からの出向扱いで『サンデーLIVE!!』（テレビ朝日・メ〜テレとの共同制作による全国ネット番組）のキャスターを務める鷲尾千尋（2021年入社）がサブキャスターに加わった。大仁田・小櫃裕太郎（いずれも2023年入社）・平野康太郎（2022年入社）・鷲尾・大野といった若手アナウンサーが、フィールドキャスターを古川と分担した。
2023年10月2日（月曜日）から放送開始時刻を15:40に繰り上げ、放送枠を15:40 - 17:47と18:15 - 19:00に分割している。『NEWSゆう+』（2代前の番組）の初回2009年3月16日からおよそ13年半平日夕方の報道・情報番組で継続した「『スーパーJチャンネル』から全国ニュースパートのみ内包する」通常編成を解消し、『私の幸福時間』の遅れネット枠を17:47 - 17:50に移動させることに伴う措置で、同日以降は単独番組としての『スーパーJチャンネル』をはさみながら、全編を関西ローカル向けに放送している。10月4日から、斎藤に代わって先輩アナウンサーの武田和歌子を水曜日の「日替わりMC」に起用している。
2024年3月29日に、『ワイドABCDE〜す』や『NEWSゆう』の時代から28年間天気予報を担当た清水が降板し、4月1日から、『シリタカ!』（九州朝日放送の夕方の報道番組）の天気予報キャスターを務めていた岡雄介が就任した。

### 『おはよう朝日です』
朝日放送テレビでは朝日放送（旧法人）時代の1979年4月2日から、『おはよう朝日です』（『おは朝』の愛称で知られる情報番組）シリーズを関西ローカルで日曜以外の曜日の早朝に放送中。『おは朝』の平日版では、代々の司会者（基本として朝日放送→朝日放送テレビの男性アナウンサー）が視聴者に対して「お忘れ物はありませんね、今日も元気でいってらっしゃい!」と呼び掛けている。当番組の開始時点で朝日放送テレビの総合編成局長を務める幾野美穂は、『おは朝』が根付いていることを踏まえて、「1日の始まりは『おは朝』、夕方には『news おかえり』で。視聴者の皆さんの日常に寄り添う番組に育てたい」との抱負を述べていた。
当番組の開始に際しては、「『いってらっしゃい!』（と呼び掛ける『おは朝』）と『（news）おかえり』を通じて視聴者の日常生活の一部になる」コンセプトを設定。夕方の時間帯の挨拶である「おかえり」を、当番組のタイトルに入れた。『おはようコールABC』の終了翌週から『おはよう朝日です土曜日です』の女性MCを務めている斎藤など、『おは朝』シリーズへの出演を経験しているアナウンサーや有識者からもレギュラー出演者を選定。横山と「日替わりMC」によるオープニングパートの挨拶では、一般に用いられている「こんにちは」「こんばんは」ではなく、「おかえりなさい」の掛け声で視聴者を迎えている。
当番組の放送を始めてからは、『おは朝』とのコラボレーション企画を、「おかえり機動班中継」（生中継企画）やメタバース上で随時実施（詳細後述）。2023年4月16日から『おは朝おかえり傑作選』（両番組で放送したコーナーの再放送枠）を、月に2回のペースで日曜日10:50 - 11:50に編成している。
2022年10月改編から『おは朝』とレギュラーアナウンサーの担当兼務や入れ替えを随時実施。最初の該当者は同年に入社したばかりの福戸あやで、『おは朝』平日版のアシスタントと並行しながら金曜日に当番組でフィールドキャスターを務めていた。2023年9月から『おは朝』平日版のアシスタントへ事実上専念する福戸に代わって、8月30日まで『おは朝』の平日版にレギュラーで出演していた鷲尾・大野、『おはよう朝日です土曜日です』（土曜版）リポーターの増田紗織がサブキャスター陣に加入。平野と小櫃は、前月までの福戸と同じパターンで、『おは朝』平日版への出演（肩書は「スポーツ&サブアナウンサー」）と並行しながら当番組のフィールドキャスターを始めている。この改編で斎藤から水曜日の「日替わりMC」を引き継いだ武田は、斎藤の前に土曜版のMCを長らく務めていた。

## 放送時間
- 2022年4月4日 - 2023年9月29日 毎週月 - 金曜日 15:45 - 19:00（195分）
  - 全ての曜日で、17:50 - 18:15に『スーパーJチャンネル』（テレビ朝日制作）のANN全国ニュースパートを25分間内包。
- 2023年10月2日 -  毎週月 - 金曜日 15:40 - 17:47、18:15 - 19:00（合計172分）
  - 在阪の民放テレビ局が平日の夕方に関西ローカルで放送する報道・情報番組では最も早い時間から放送を始めている『よんチャンTV』（毎日放送）と同じ時刻から放送し、17:47 - 17:50を『私の幸福時間』の遅れネット枠に充て、『スーパーJチャンネル』のANN全国ニュースパート（放送時間は前述）を単独番組として分離する。

## 重大ニュース・特別番組放送時の対応
- 特番などによる放送の休止・内容・時間変更の措置は以下の通り。テレビ朝日における放送の休止などの事例はスーパーJチャンネル#2019年4月以降の特別編成の事例を参照のこと。
  - 全国的な重大ニュースが発生し『スーパーJチャンネル』の全国ネット枠が拡大したり、テレビ朝日側が同番組の開始時刻を繰り上げ前拡大パートが全国ネットで放送される場合には、当番組は短縮または一時中断となる。ただし、2022年7月8日に安倍晋三銃撃事件が発生した際は当初、「撃たれ心肺停止の重体」と報じられていたこともあり18:15開始の短縮版で当番組を放送する予定だった[注 3]。17:50頃に安倍の死亡が報じられ、『スーパーJチャンネル』（テレビ朝日制作）の放送終了時刻18:50までANN報道特別番組扱いで全国ネットで放送し、『報道ステーション』（テレビ朝日制作）を18:50から拡大放送[注 4]するため、当番組は休止した。
  - NPB（日本プロ野球）シーズン中の水曜日で18:16から『スーパーベースボール 虎バン主義。』（サンテレビジョンとのトップ&リレー方式による阪神タイガースのナイトゲーム中継）が組まれている場合には、当番組の放送を17:50で切り上げ、『スーパーJチャンネル』のANN全国ニュースパートを単独番組扱いで放送する。
    - 中継を予定していたカードが雨天などで中止された場合には、通常編成に復帰して当番組を19:00まで放送。サンテレビは「トップ」(18:00 - 18:16) の中継を担当しないが、試合や試合後のイベント（ヒーローインタビューなど）が20:53までに終わっていない場合に限って20:54から「リレー」で中継することをあらかじめ決めている日には、当番組を19:00まで放送してから中継に切り替える。
    - 朝日放送テレビは2023年5月3日（水曜日・憲法記念日）に阪神対中日ドラゴンズ戦（阪神甲子園球場でのデーゲーム）を『スーパーベースボール虎バン主義。』として関西ローカル向けに14:00から中継（実況：中邨雄二、解説： 福本豊､）。中継に際して当番組の第1部を休止し、17:50までの延長オプションを設定した。実際は『スーパーJチャンネル』（テレビ朝日制作）のANN全国ニュースパートが終了した18:15）で9回裏（阪神の攻撃）を迎えていたが、この時点で阪神にサヨナラ勝利の可能性があったことから、当番組の第2部で中継を再開。阪神が最大6点のビハインドから木浪聖也のサヨナラ安打で勝利したシーンや、試合後のヒーローインタビューを放送できた。
    - 2023年の日本プロ野球（NPB）はオリックス・バファローズがパシフィック・リーグで3連覇する。阪神は、2005年以来18年ぶりのセントラル・リーグ優勝を経て、オリックスとの日本シリーズで1985年以来38年ぶりにシリーズを制覇した。朝日放送テレビは「平日14・15時台のドラマ再放送枠を当番組へ臨時に編入して阪神の首脳陣や主力選手を当番組のゲストに迎える」特別編成を実施。毎日放送も『よんチャンTV』で同様の措置を講じた。
      - 9月15日（金曜日）
        - 9月14日に甲子園球場の読売ジャイアンツ戦ナイトゲームで阪神のセントラル・リーグ優勝が決定し、第1部の放送枠をおよそ1時間拡大して14:46から放送を開始。

      - 11月6日（月曜日）
        - 11月5日京セラドーム大阪の第7戦で阪神の日本シリーズ制覇が決定し、第1部の放送枠をおよそ1時間拡大して14:40から放送を開始。

      - 11月23日（木曜日、勤労感謝の日）
        - 当日に大阪市内と神戸市内で組まれていた「兵庫・大阪連携『阪神タイガース、オリックス・バファローズ優勝記念パレード』」のうち、大阪市内（御堂筋の一部区間）における阪神単独のパレードが午後14から15時台に実施されることを受けて、第1部を13:45から放送。午後の阪神優勝記念パレード中継の制作幹事局は朝日放送テレビで、中継映像の一部は生放送した『よんチャンTV』など在阪他局の裏番組でも流れた。

  - 朝日放送テレビは8月上 - 中旬の全国高等学校野球選手権大会（男子大会）期間中に午前 - 夕方帯に阪神甲子園球場で組まれている試合の中継を優先する。当番組を開始した2022年から、大会開幕直前に同球場で開催される全国高等学校女子硬式野球選手権大会（女子大会）決勝の中継も放送している8月上 - 中旬の平日は、当番組の放送枠で試合の中継に対応した特別編成を実施している（以下は2022年の事例に準拠）。
    - 女子大会の決勝（7イニング制）が夕方（16:00以降）に開催される場合
      - 15:50までの時間帯を再放送枠に充て、決勝中継の直前番組（15:50 - 15:55）→ 決勝・閉会式の中継（15:55 - 17:50）→ 『スーパーJチャンネル』全国ニュースパート（単独番組として編成）→ 当番組（18:15以降）の順に放送。雨天中止の場合には、『スーパーJチャンネル』の同時ネットの時間帯を16:45 - 18:15に拡大する。
      - 予備日は決勝を平日の午前中に開催することを想定しているため、決勝が雨天などの事情で予備日へ順延された場合には、本来の決勝開催日・予備日とも当番組を通常編成で放送する。

    - 男子大会で1日に3 - 4試合を開催する場合
      - 基本は17:50までのパートを休止、『スーパーJチャンネル』全国ニュースパート（単独番組として編成）→ 当番組（18:15以降）の順に放送。開催を予定していた試合の全部か一部（15時台までの開始を予定していた試合）が中止になった場合や、3試合が組まれていた日[注 5]で最終の第3試合が16:40までに決着した場合[注 6]は、『スーパーJチャンネル』を16:45から臨時ネットで放送する。予定の全試合が17:33までに消化された場合は、17:33から『スーパーJチャンネル』をネットする。
      - 当番組を地上波で視聴できる関西地方や徳島県の代表校、そのほか注目校などが夕方帯の第3または第4試合へ臨む場合は、試合の展開に応じて柔軟に対応する。当該試合が接戦のまま17:50までに決着しない場合は、『スーパーJチャンネル』全国ニュースパートのネットを返上し、試合中継を関西ローカル向けに18:15まで延長[注 7]。『スーパーJチャンネル』で放送した全国ニュースの概要を、18:15から当番組で伝える。
      - 当番組が18:15から短縮放送を実施する日は、「日替わりMC」やコメンテーターが出演せず、MCとサブキャスターのコンビで進行する[注 8]。

    - 男子大会で1日に2試合を開催する場合[注 9]
    - 男子大会の終盤（2022年からは準々決勝の前後2日間と準決勝の翌日）に設定されている「休養日」が平日と重なった場合
      - 基本として、3 - 4試合を開催する日の特別編成に準拠。「休養日」は、雨天中止分の試合が組み込まれる可能性があるため、15:45から『スーパーJチャンネル』の臨時ネットを開始するまでの1時間はドラマの再放送に充てる。

    - 男子大会の決勝が平日と重なった場合
      - 開始時間が14:00に定められていることから、決勝と閉会式を16:40まで中継したのちに、16:40から短縮放送で対応を想定する。決勝や閉会式が16:40までに終了しない場合、決勝の完全中継を優先する代わりに17:50までのパートを短縮する[注 10]。

    - 男子大会期間中は、当日に開催された試合の速報・結果を伝えるコーナー（2022年のタイトルは「アオハル甲子園」）を設定。当番組がレギュラーで編成されていない土曜と日曜日は、大会の試合中継が当初の予定より早く終了した場合や大会の予備日と重なった場合、『newsおかえり　傑作選』[12]をフィラー番組として放送している。

  - 2023年の第105回全国高等学校野球選手権記念大会期間中は、太平洋上で発生した令和5年台風第7号が8月15日（火曜日）に関西地方と徳島県の上空を北西の方向に縦断することが見込まれ、予定した3回戦の全4試合を16日（水曜日）に順延することが14日（月曜日）に決定した。当番組は試合中継予定の時間帯に台風関連の情報を伝えるべく、15日の放送枠を13:55 - 19:00に拡大した。15日は『スーパーJチャンネル』の全国ネット枠も通常のANN全国ニュースパートから1時間5分拡大され、当番組は全国ネット枠を16:45 - 18:15に内包した。当日は『よんチャンTV』（毎日放送）でも放送枠を当番組と同じ時間帯まで拡大し、当番組はメインキャスターの横山が夏季休暇中で、関西ローカルパートを、横山を代行する古川と津田で進行した。
  - その他、重大ニュースや阪神戦・高校野球中継以外の場合も全国ネット特番などにより短縮放送となる場合がある。
    - 2022年7月27日（水曜日）：18:30 - 20:54に『プロ野球・マイナビオールスターゲーム2022第2戦』（テレビ朝日制作）中継を放送のため、18:30までの放送。
    - 2022年9月23日（金曜日）：18:00 - 21:48に『ミュージックステーション秋のブチ上げ4時間スペシャル!!』（テレビ朝日制作）を放送し、『スーパーJチャンネル』（テレビ朝日制作）全国ネット枠繰り上げ（17:35 - 18:00）のため、17:35まで放送。

### 補足事項
- 朝日放送テレビは『キャスト』を2022年3月30日（水曜日）で終了し、当番組の初回を放送するまでの平日3月31日と4月1日は『スーパーJチャンネル』同時ネットの時間帯を単独番組扱いで16:45 - 18:15に拡大[13][14]。16:45までの時間帯を『相棒』（2015年度の下半期に本放送の「season14」）の再放送に充てたほか、18:15 - 19:00には『ABCニュース』を編成した。
  - 『ABCニュース』は、3月31日に横山・斎藤、4月1日に横山・津田のコンビで朝日放送テレビ本社内の副調整室の一角から進行。関西ローカル向けのニュースと天気予報を放送したほか、当番組の主な出演者・企画や初代テーマソング（岡崎体育『季節の報せ』）を紹介した。副調整室を進行に使用したのは、当番組向けのスタジオセットが完成していなかったことによる措置で、横山・斎藤・津田ともこの期間からオープニングパートの挨拶を「おかえりなさい」から始める。
- 関西ローカルパートでは、CM中を除いて番組のロゴマークをあしらったカスタム時刻表示を全編で実施している（『スーパーJチャンネル』放送中のみテレビ朝日に準拠した同番組仕様のカスタムフォントを自社送出で表示）。在阪のテレビ局が平日の夕方に編成する報道・情報番組で、関西ローカルパートにカスタム時刻表示を導入した事例は、NHK大阪放送局の『ほっと関西』、毎日放送の『よんチャンTV』、関西テレビの『報道ランナー』に次いで4例目。
- 当番組のX（旧Twitter）公式アカウントは、ハッシュタグ「#newsおかえり」を付けることを条件に、視聴者から1件40文字以内のポストを受ける。関西ローカルパートの放送中は、寄せられたポストの一部を発信者ハンドルネームと合わせて画面の下側に表示する。

## 出演者
◎：担当期間中は朝日放送テレビの現職アナウンサー
○：『キャスト』から続投
☆：朝日放送テレビの野球解説者（阪神タイガースの元・選手）
●：出演期間中は現役の大学生

### 現在（2025年８月以降）

#### キャスター・MC

##### メインキャスター
- 横山太一◎
  - 神奈川県横須賀市の出身で、『おはようコールABC』の終了後はスポーツアナウンサーとして活動。2021年に朝日放送グループ（テレビ・ラジオ）のプロ野球と高校野球中継で実況デビューし、当番組の開始を機にスポーツや『おはようコールABC』のメインキャスター時代から務めた『なるみ・岡村の過ぎるTV』の進行役を退いた。
  - 当番組のスタートに際し、「（2009年の朝日放送入社以来）唯一経験がなかったのが報道番組で、『一生縁はない』と思っていた矢先にメインキャスターを任されたことに心底驚いている。番組タイトルの『おかえり』という言葉に込められているように、視聴者の方々を家族のように迎え入れるほどの温かみがある番組を目指す」と抱負を述べる[15]。
  - 2020年10月9日から朝日放送ラジオで担当した『横山太一のピカイチ☆ブランチ!!』は、当番組の開始後もパーソナリティを続けて2022年9月23日に終了する。
  - ラーメン好きが高じて『おはようコールABC』で立ち上げていた「横山太一の麺馬鹿」（ラーメンの名店を巡るグルメロケ企画）を、当番組でも自身が太鼓判を押せるラーメン店にゲストを招くロケ企画「おもてなし麺馬鹿」として不定期で放送している。

##### 日替わりMC
- 月曜日：大仁田美咲◎
  - 大阪府池田市出身で、朝日放送テレビへ2023年に入社。2023年9月から東留伽◎○が休職扱いでフランスへ留学するため、東が担当したレギュラー番組から、当番組と『朝だ生です旅サラダ』（全国ネット生放送）を引き継ぐ。
  - 当番組は、2023年9月4日放送分にフィールドキャスター、9月11日放送分（いずれも月曜日）にサブキャスターとして出演。第1子を身ごもりながら2023年4月から月曜日のMCを担当した津田理帆◎○が、9月11日放送分から産前産後休暇を取得し、翌週から月曜日のMCを務める。休暇前の津田と同様に、火曜日もサブキャスターやフィールドキャスターとして出演。
- 火曜日：本上まなみ 2024年7月から3カ月間、持病を治療のために休演した。
  - 大阪府茨木市出身の俳優で、芸能界デビュー後の2013年から京都府内に在住。
  - 「かねてから抱えていた」疾患の療養に専念すべく、2024年7月2日から10月1日まで休演した[16]。休演期間中は武田和歌子◎（2023年10月4日から水曜日のMCを担当）→大仁田→塚本麻里衣◎（本来は火曜日の「フィールドキャスター」を担当）→久野静香（火曜日のレギュラーパネラーで元・日本テレビアナウンサー）の順にMCを代行。武田は7月9日のみ、大仁田は7月16日と7月23日放送分のMCを、本来の担当曜日と並行しながら務めた。本上は10月8日放送分からMCに復帰し、8月19日放送分からMCを代行した久野は「パネラー」、塚本は「フィールドキャスター」として火曜日のレギュラー出演を継続。
- 水曜日：武田和歌子◎
  - 茨城県古河市出身で、スポーツ中継や『おはようパーソナリティ小縣裕介です』（朝日放送ラジオで月 - 木曜日の早朝に生放送）を担当している小縣裕介（同僚アナウンサー）と、2001年の朝日放送（当時）入社後に結婚。当番組では不定期でフィールドキャスターを務めていたが、朝日放送（テレビ）が平日の夕方に放送している報道・情報番組へレギュラーで出演することは初めてである。
  - 水曜日のMCに加えて、月・火曜日にも、本来のMCが休演した場合にMCを代行することがある。
- 木曜日：坂下千里子
  - 京都市下京区で生まれ、京都府宇治市出身のタレント・女優。報道系の情報番組では、NHK総合テレビの『これでわかった! 世界のいま』で、2015年4月5日から6年間キャスターを務めた。
- 金曜日
  - 川田裕美（隔週出演：2022年6月から9月まで産前産後休業で休演）
    - 大阪市住之江区出身のフリーアナウンサーで、2015年3月31日まで勤務した読売テレビ放送で『情報ライブ ミヤネ屋』や『朝生ワイド す・またん!』などの情報番組を担当した。
    - 番組開始の時点で第二子を身ごもり、2022年5月6日放送分からリモート出演したのちに、5月20日放送分の出演[17]を最後に一時休演する。6月上旬に第二子の長女を出産し[18]、10月7日放送分から出演した。休演期間中は津田理帆◎○（当時はサブキャスター）が隔週で「日替わりMC」を代行した。

  - 岡田結実（隔週出演）
    - 大阪市出身のタレント・女優で、岡田圭右（ますだおかだ）の長女。情報番組は『首都圏情報 ネタドリ!』（NHK総合テレビ）などにレギュラー出演し、初めてMCを務める。川田の休演期間中も隔週ペースで出演を継続する。

##### サブキャスター（スタジオ進行）・フィールドキャスター（「おかえり機動班」）
いずれも朝日放送テレビの現職アナウンサーで、出演開始日の特記ない人物は、番組の開始当初からレギュラーで出演。
- 古川昌希○（毎週月・水・木曜日：フィールドキャスター兼サブキャスター、毎週火曜日：サブキャスター）
  - 大阪市住吉区の出身で、2025年3月31日から「おかえり機動班」の中継を毎週月曜日に担当。
  - 当番組の開始当初から金曜日の早朝に、『おはようパーソナリティ古川昌希です』（朝日放送ラジオ）のパーソナリティを担当。2022年最終放送の12月28日水曜日に、横山が新型コロナウイルス感染症以外の原因で発声できず、メインキャスターの代役を務めた。以降も横山休演の際にメインキャスターを随時代行する。
- 大仁田美咲（毎週火曜日：フィールドキャスター） - 2023年9月4日（月曜日）放送分からレギュラーで出演し、月曜日に「日替わりMC」として出演する。また2025年4月より機動班中継に復帰。
- 鷲尾千尋（毎週木曜日・隔週金曜日：サブキャスター、毎週水曜日・隔週金曜日：フィールドキャスター） - 2023年9月6日（水曜日）放送分からレギュラーで出演する。
  - 奈良県香芝市の出身で、2021年4月5日から2023年8月30日（水曜日）まで『おはよう朝日です』平日版（主に午前5時台）のアシスタントを担当する。2023年4月2日から2024年3月31日まで、『サンデーLIVE!!』のキャスター（朝日放送テレビから出向分）をヒロドから引き継ぐ。
  - 当番組で「おかえり機動班」の中継を毎週水曜日と隔週金曜日に担当。金曜日はサブキャスターとフィールドキャスターを別々の週に務める。
- 平野康太郎（毎週火曜日・隔週金曜日：フィールドキャスター） - 2023年9月8日（金曜日）放送分からレギュラーで出演
  - 大阪市大正区の出身で、朝日放送テレビに2022年に入社。同期入社の福戸あやも、同年10月7日から2023年8月25日まで、毎週金曜日にフィールドキャスターを務めた。
- 増田紗織（毎週水曜日・隔週金曜日：サブキャスター） - 2023年9月13日（水曜日）放送分からレギュラーで出演
  - 東京都の出身で、5歳から9歳まではアメリカ合衆国のニューヨークで生活。当番組では、レギュラーで出演する前にも、後述する事情などで2022年からサブキャスターやフィールドキャスターを随時代行していた。
- 中村想人（毎週月・火・金曜日：サブキャスター兼フィールドキャスター）- 2024年9月2日（月曜日）放送分からレギュラーで出演
  - 東京都三鷹市の出身で、2024年に朝日放送テレビへ入社。スポーツアナウンサーに並行して2024年8月27日まで出演した大野雄一郎から担当を引き継ぐ。
  - 当番組が入社後初めてのレギュラー番組で、月・火曜日ともにスタジオでニュースを担当する。生中継やロケ取材のリポートすることがある。
  - 柴田博（毎週火曜日：サブキャスター） - 2025年1月7日（火曜日）放送分からレギュラーで出演

フィールドキャスターが「おかえり機動班中継」へ出演する場合は、左胸に番組タイトルロゴ、背部に「おかえり機動班」ロゴを入れたポロシャツやパーカーを、当日の天候や中継先などに応じて着用する。ほかに武田、柴田博、小寺右子、福井治人などのアナウンサーも、フィールドキャスターを不定期で担当する。
2023年10月から2024年9月までは、平野が毎週火曜日・鷲尾が毎週木曜日に、当番組への出演を終えてから『ABCミュージックパラダイス』のパーソナリティを担当。塚本は2023年度下半期水曜日の18 - 20時台に『UP↑↑』（朝日放送ラジオ）のパーソナリティを務めた。

##### お天気キャスター
- 岡雄介（気象予報士、2024年4月1日 - ）
  - 大阪府出身で、九州朝日放送の『Touch』→『地元応援live Wish+』や同時間帯における『シリタカ!』を担当。

##### お天気リポーター
- 月・水曜日：谷くるみ●（2024年1月4日 - ）
  - 関西外国語大学学生[20]で、ジャパン・ミュージックエンターテインメントにも所属。

- 火・金曜日：中西花●（2022年4月4日 - ）
  - 関西学院大学の学生（三好の1学年後輩）で、舞夢プロにも所属[21]。番組開始当初からのリポーターで、担当期間中の2022年に防災士の資格を取得している。
  - 木曜日：大山喜千●（2025年4月３日 - ）

#### キャスターとレギュラー出演者
2025年４月以降の配置・出演者で記載。サブキャスターと「おかえり機動班」中継の担当者は放送日により異なり、下記のほかにレギュラーアナウンサーを充てる日もある。
| 月曜日 | 火曜日                         | 水曜日                                     | 木曜日                                   | 金曜日                                          |
| メインキャスター | メインキャスター               | メインキャスター                           | メインキャスター                         | メインキャスター                                |
| --- | ------------------------------ | ------------------------------------------ | ---------------------------------------- | ----------------------------------------------- |
| 横山太一◎ |                                |                                            |                                          |                                                 |
| 日替わりMC |                                |                                            |                                          |                                                 |
| 大仁田美咲◎ | 本上まなみ                     | 武田和歌子◎                                | 坂下千里子                               | 岡田結実1 川田裕美1                             |
| サブキャスター（スタジオ進行） |                                |                                            |                                          |                                                 |
| 大仁田美咲◎ | 柴田博◎ 古川昌希◎○2            | 増田紗織◎                                  | 鷲尾千尋◎                                | 鷲尾千尋◎1 増田沙織◎1                           |
| フィールドキャスター |                                |                                            |                                          |                                                 |
| 古川昌希◎○ | 大仁田美咲◎ 平野康太郎◎        | 鷲尾千尋◎                                  | 古川昌希◎〇                              | 鷲尾千尋◎1 平野康太郎◎                          |
| 中村想人◎ | 中村想人◎                      | 古川昌希◎                                  | 平野康太郎◎                              | 中村想人◎                                       |
| お天気キャスター |                                |                                            |                                          |                                                 |
| 岡雄介 エビシー |                                |                                            |                                          |                                                 |
| 谷くるみ● | 中西花●                        | 谷くるみ●                                  | 大山喜千●                                | 中西花●                                         |
| スタジオパネラー |                                |                                            |                                          |                                                 |
| 丸山桂里奈 新山千春 久保田磨希 てぃ先生 | 松尾諭                         | 金子恵美                                   | 岸田奈美                                 | 三輪記子○                                       |
| 木原善隆○ くわばたりえ 藤井サチ | 石戸諭○                        | 中村映利子（弁護士）1 木原善隆○ 1 今村翔吾 | 尾木直樹1 木原善隆○1                     | 小島よしお                                      |
| 下柳剛☆○1 桧山進次郎☆○1 関本賢太郎☆○1 |                                | はるかぜに告ぐ （一色といろ、とんず）      | 村尾信尚 藤田由布（産婦人科医） 金子貴俊 | 天才ピアニスト （竹内知咲、ますみ）             |
| コーナーレギュラー |                                |                                            |                                          |                                                 |
| （不在） | 河合郁人○1・2 塚田僚一○1・2・3 | （不在）                                   | 島田大8 清水啓之2・4 森田まりこ2・4      | 真弓孟之5 岡佑吏5 浦陸斗5 大内リオン5 吉川太郎5 |
| 芸能リポーター |                                |                                            |                                          |                                                 |
| （不在） | （不在）                       | （不在）                                   | （不在）                                 | 長谷川まさ子 島田薫                             |
| - 1 隔週交代で出演。 - 2 第2部（18:15 - 19:00）にのみ出演。 - 3 A.B.C-Zのメンバー。2023年12月11日までは河合も所属していた。 - 4 吉本新喜劇の座員。 - 5 AmBitious/関西ジャニーズJr.→関西ジュニアのメンバー。 - 6 日本テレビ出身・松竹芸能所属のフリーアナウンサーで、2022年10月からレギュラー出演。本上が当番組を休演していた2024年8月19日から10月1日までは、本上に代わって火曜日のMCを務めていた。 - 7 大蔵官僚出身の経済学者で、関西学院大学の特任教授。大蔵省を退職後に、『ムーブ!』などのコメンテーターを経て、『NEWS ZERO』の初代メインキャスターを務めた。 - 8 朝日放送テレビ報道局ニュースセンターの記者で、元・朝日放送アナウンサー。当番組では、「ナニコレ?珍自販機」のリポーターも務めている。 |                                |                                            |                                          |                                                 |

### 過去
メインMC・日替わりMC
| 期間 | 期間      | メインMC | 日替わりMC  | 日替わりMC  | 日替わりMC | 日替わりMC | 日替わりMC          |
| 期間 | 期間      | メインMC | 月曜日      | 火曜日      | 水曜日     | 木曜日     | 金曜日 （隔週）     |
| --- | --------- | -------- | ----------- | ----------- | ---------- | ---------- | ------------------- |
| 2022.4.4 | 2022.5.20 | 横山太一 | ヒロド歩美1 | 本上まなみ2 | 斎藤真美   | 坂下千里子 | 川田裕美3 岡田結実3 |
| 2022.5.23 | 2022.9.30 | 横山太一 | ヒロド歩美1 | 本上まなみ2 | 斎藤真美   | 坂下千里子 | 岡田結実3 津田理帆3 |
| 2022.10.3 | 2023.3.31 | 横山太一 | ヒロド歩美1 | 本上まなみ2 | 斎藤真美   | 坂下千里子 | 川田裕美3 岡田結実3 |
| 2023.4.3 | 2023.9.15 | 横山太一 | 津田理帆4   | 本上まなみ2 | 斎藤真美   | 坂下千里子 | 川田裕美3 岡田結実3 |
| 2023.9.18 | 2023.9.29 | 横山太一 | 大仁田美咲  | 本上まなみ2 | 斎藤真美   | 坂下千里子 | 川田裕美3 岡田結実3 |
| 2023.10.2 | 2024.6.28 | 横山太一 | 大仁田美咲  | 本上まなみ2 | 武田和歌子 | 坂下千里子 | 川田裕美3 岡田結実3 |
| 2024.7.1 | 2024.7.5  | 横山太一 | 大仁田美咲  | 武田和歌子  | 武田和歌子 | 坂下千里子 | 川田裕美3 岡田結実3 |
| 2024.7.8 | 2024.7.26 | 横山太一 | 大仁田美咲  | 大仁田美咲  | 武田和歌子 | 坂下千里子 | 川田裕美3 岡田結実3 |
| 2024.7.29 | 2024.8.2  | 横山太一 | 大仁田美咲  | 塚本麻里衣  | 武田和歌子 | 鷲尾千尋   | 川田裕美3 岡田結実3 |
| 2024.8.5 | 2024.8.16 | 横山太一 | 大仁田美咲  | 塚本麻里衣  | 武田和歌子 | 鷲尾千尋   | 鷲尾千尋            |
| 2024.8.19 | 2024.10.4 | 横山太一 | 大仁田美咲  | 久野静香    | 武田和歌子 | 坂下千里子 | 川田裕美3 岡田結実3 |
| 2024.10.7 | 2025．8.4 | 横山太一 | 大仁田美咲  | 本上まなみ  | 武田和歌子 | 坂下千里子 | 川田裕美3 岡田結実3 |
| 2025.8．5 | 2025．8.8 | 横山太一 | 武田和歌子  | 武田和歌子  | 武田和歌子 | 鷲尾千尋   | 鷲尾千尋            |
| 2025.8.11 | 2025.8.15 | 古川昌希 | 大仁田美咲  | 大仁田美咲  | 武田和歌子 | 鷲尾千尋   | 鷲尾千尋            |
| 2025．8.18 |           | 横山太一 | 武田和歌子  |             |            |            |                     |
| - 1 担当期間中は朝日放送テレビのアナウンサー。 - 2 持病の治療を優先すべく、2024年7月から3か月休演した。 - 3 隔週交代で出演。 - 4 産前産後休暇の取得に伴う休演。 |           |          |             |             |            |            |                     |

サブキャスター
| 期間 | 期間       | サブキャスター      | サブキャスター                  | サブキャスター | サブキャスター    | サブキャスター      |
| 期間 | 期間       | 月曜日              | 火曜日                          | 水曜日         | 木曜日            | 金曜日              |
| --- | ---------- | ------------------- | ------------------------------- | -------------- | ----------------- | ------------------- |
| 2022.4.4 | 2023.9.1   | 東留伽1             | 東留伽1 古川昌希                | 津田理帆       | 津田理帆 古川昌希 | 津田理帆            |
| 2023.9.4 | 2023.9.8   | 大仁田美咲          | 津田理帆 古川昌希               | 津田理帆       | 津田理帆 古川昌希 | 津田理帆            |
| 2023.9.11 | 2023.9.15  | 大仁田美咲          | 塚本麻里衣 古川昌希 大野雄一郎3 | 増田紗織       | 鷲尾千尋          | 鷲尾千尋2 増田紗織2 |
| 2023.9.18 | 2024.3.29  | 塚本麻里衣          | 塚本麻里衣 古川昌希 大野雄一郎3 | 増田紗織       | 鷲尾千尋          | 鷲尾千尋2 増田紗織2 |
| 2024.4.1 | 2024.5.31  | 古川昌希 塚本麻里衣 | 塚本麻里衣                      | 増田紗織       | 鷲尾千尋          | 鷲尾千尋2 増田紗織2 |
| 2024.6.3 | 2024.12.26 | 塚本麻里衣          | 古川昌希 大仁田美咲             | 増田紗織       | 鷲尾千尋          | 鷲尾千尋2 増田紗織2 |
| 2025.1.6 | 2025.3．28 | 桂紗綾              | 古川昌希 大仁田美咲             | 増田紗織       | 鷲尾千尋          | 鷲尾千尋2 増田紗織2 |
| 2025.3．31 |            | 大仁田美咲          | 古川昌希 柴田博                 | 増田紗織       | 鷲尾千尋          | 鷲尾千尋2 増田紗織2 |
| - 1 2023年9月から休職してフランスへ留学するために休演。 - 2 隔週交代で出演。 - 3 2024年9月30日付で朝日放送テレビを退社。 |            |                     |                                 |                |                   |                     |

フィールドキャスター（「おかえり機動班」）
| 期間                                        | 期間       | フィールドキャスター（「おかえり機動班」） | フィールドキャスター（「おかえり機動班」） | フィールドキャスター（「おかえり機動班」） | フィールドキャスター（「おかえり機動班」） | フィールドキャスター（「おかえり機動班」） |
| 期間                                        | 期間       | 月曜日                                     | 火曜日                                     | 水曜日                                     | 木曜日                                     | 金曜日                                     |
| ------------------------------------------- | ---------- | ------------------------------------------ | ------------------------------------------ | ------------------------------------------ | ------------------------------------------ | ------------------------------------------ |
| 2022.4.4                                    | 2022.9.30  | 津田理帆 古川昌希                          | 津田理帆                                   | 古川昌希 佐藤修平                          | 佐藤修平                                   | 古川昌希                                   |
| 2022.10.3                                   | 2023.3.31  | 津田理帆 古川昌希                          | 津田理帆                                   | 古川昌希 佐藤修平                          | 佐藤修平                                   | 古川昌希 福戸あや                          |
| 2023.4.3                                    | 2023.8.25  | 古川昌希 佐藤修平                          | 津田理帆                                   | 古川昌希 佐藤修平                          | 佐藤修平                                   | 古川昌希 福戸あや                          |
| 2023.8.28                                   | 2023.9.1   | 古川昌希 佐藤修平                          | 津田理帆                                   | 古川昌希 佐藤修平                          | 佐藤修平                                   | 古川昌希                                   |
| 2023.9.4                                    | 2023.9.8   | 古川昌希 大野雄一郎                        | 津田理帆 大仁田美咲                        | 鷲尾千尋 古川昌希                          | 佐藤修平                                   | 古川昌希 鷲尾千尋 平野康太郎               |
| 2023.9.11                                   | 2024.3.29  | 古川昌希 大野雄一郎                        | 平野康太郎 大仁田美咲                      | 鷲尾千尋 古川昌希                          | 古川昌希 小櫃裕太郎                        | 古川昌希 鷲尾千尋 平野康太郎               |
| 2024.4.1                                    | 2024.5.31  | 古川昌希 大野雄一郎                        | 大野雄一郎 大仁田美咲                      | 鷲尾千尋 古川昌希                          | 古川昌希 小櫃裕太郎                        | 古川昌希 平野康太郎                        |
| 2024.6.3                                    | 2024.8.30  | 古川昌希 大野雄一郎                        | 塚本麻里衣 大野雄一郎1                     | 鷲尾千尋 古川昌希                          | 古川昌希 平野康太郎                        | 古川昌希 鷲尾千尋 平野康太郎               |
| 2024.9.2                                    | 2024.12.26 | 古川昌希 中村想人                          | 塚本麻里衣 中村想人                        | 鷲尾千尋 古川昌希                          | 古川昌希 平野康太郎                        | 古川昌希 鷲尾千尋 平野康太郎               |
| 2025.1.6                                    | 2025.3．28 | 古川昌希 中村想人                          | 柴田博 中村想人                            | 鷲尾千尋 古川昌希                          | 古川昌希 平野康太郎                        | 古川昌希 鷲尾千尋 平野康太郎               |
| 2025.3．31                                  |            | 古川昌希 中村想人                          | 大仁田美咲 中村想人 平野康太郎             | 鷲尾千尋 古川昌希                          | 古川昌希 平野康太郎                        | 鷲尾千尋 平野康太郎 中村想人               |
| - 1 2024年9月30日付で朝日放送テレビを退社。 |            |                                            |                                            |                                            |                                            |                                            |

お天気キャスター・お天気リポーター
| 期間 | 期間       | お天気キャスター | お天気リポーター | お天気リポーター | お天気リポーター | お天気リポーター | お天気リポーター |
| 期間 | 期間       | お天気キャスター | 月曜日           | 火曜日           | 水曜日           | 木曜日           | 金曜日           |
| --- | ---------- | ---------------- | ---------------- | ---------------- | ---------------- | ---------------- | ---------------- |
| 2022.4.4 | 2023.9.8   | 清水とおる       | 友廣南実         | 中西花           | 友廣南実         | 中西花           | 友廣南実         |
| 2023.9.11 | 2023.9.22  | 清水とおる       | 中西花           | 友廣南実         | 友廣南実         | 中西花           | 友廣南実         |
| 2023.9.25 | 2023.12.27 | 清水とおる       | 友廣南実1        | 友廣南実1        | 中西花           | 中西花           | 友廣南実         |
| 2024.1.4 | 2024.3.29  | 清水とおる       | 谷くるみ         | 三好莉央         | 中西花           | 中西花           | 三好莉央         |
| 2024.4.1 | 2025.2.18  | 岡雄介           | 谷くるみ         | 三好莉央         | 中西花           | 中西花           | 三好莉央         |
| 2025.2.19 | 205.3．28  | 岡雄介           | 谷くるみ         | 谷くるみ         | 中西花           | 中西花           | 中西花           |
| 2025.3．31 |            | 岡雄介           | 谷くるみ         | 中西花           | 谷くるみ         | 大山喜千         | 中西花           |
| - 1 担当期間中は同志社大学に在学。卒業後の2024年4月に、アナウンサーとしてCBCテレビへ入社した。同年10月からは、当番組と放送の時間帯が重なる『チャント!』（中京ローカル向けの報道・情報番組）で毎週金曜日にサブキャスターを担当。 |            |                  |                  |                  |                  |                  |                  |

コメンテーター
| 過去の出演者          | 出演期間          | 担当                     | 備考                                   |
| --------------------- | ----------------- | ------------------------ | -------------------------------------- |
| さや香 （石井・新山） | 2024年3月27日まで | コメンテーター（水曜日） | 活動の拠点を東京へ移すことに伴って卒業 |

#### 新型コロナウイルス感染症の流行に関する伴う対応
新型コロナウイルス感染症（COVID-19）の流行が日本国内で収束していない状況で番組を始め、スタジオでの生放送、生中継、ロケ企画やインタビューの収録は感染拡大の防止策を可能な限り講じている。『キャスト』の終盤（2020年度以降）に続いてMC・キャスター陣のCOVID-19罹患が相次ぎ、罹患者の休演（療養）期間中は下記対応した。
担当や肩書はいずれも、感染が判明した時点で表記。

##### 2022年
- 4月19日（火曜日）に佐藤修平（水・木曜日フィールドキャスター）のCOVID-19罹患が判明したことを受けて、4月20日（水曜日）と21日（木曜日）放送分では、増田がフィールドキャスターを初めて代行した[25]。
- 津田は6月以降の隔週金曜日に本来担当のサブキャスターと兼務で「週替わりMC」を代行しているが、6月29日（水曜日）にCOVID-19罹患が確認され[26]、7月12日火曜日）まで当番組を休演した。「週替わりMC」と並行しながら担当している水・木曜日のサブキャスターについては、休演期間中に増田が代行。
- 東は後述する事情から本来は金曜日に出演していないが、津田のCOVID-19罹患に伴って、7月1日（金曜日）放送分で「週替わりMCの代行の代行」を務めた。出演後に喉の痛みを感じて受診したPCR検査で罹患が判明したため、7月4日から当番組を2週間休演した[27]。本来担当している月・火曜日のサブキャスターについては、休演期間中に増田が津田の代演分を含めて代行。東は、7月16日（土曜日）の『朝だ生です旅サラダ』（朝日放送テレビが全国ネット向けに制作している本社スタジオからの生放送番組）[注 46]からレギュラー番組へ復帰している。当番組では7月18日放送分から出演を再開。
- 斎藤は当番組の開始第1週の4月6日から7月6日まで、毎週水曜日に「日替わりMC」を務めてきた。7月7日（木曜日）に高熱と喉の違和感が出たことがきっかけでPCR検査を受診したところ、COVID-19に罹患していることが7月8日（金曜日）に判明。この結果を受けて、7月9日にMCを務める予定だった『おはよう朝日土曜日です』から、7月20日の当番組まで生放送番組の出演を見合わせた[28]。7月13日（水曜日）放送分では、この日から復帰した津田が「日替わりMC」を代行。

##### 2023年
- お天気キャスターの清水がCOVID-19へ罹患していることが9月15日（金曜日）の当番組出演後に確認され、隔離療養期間翌週の9月18日から9月21日までの4日間は、『キャスト』時代にキャスター代理を随時務めた吉田裕一 (気象予報士) が代演。清水は9月22日（金曜日）放送分から出演を再開した。

## タイムテーブル
公式サイトで公開されている「タイムテーブル」に沿って作成。
スタジオからの生放送と生中継を中心に構成されているため、放送時間は一部の時間帯を除いて目安。
| | 月曜                                       | 火曜                                       | 水曜                                       | 木曜                                       | 金曜                                       |
| --- | ------------------------------------------ | ------------------------------------------ | ------------------------------------------ | ------------------------------------------ | ------------------------------------------ |
| 15:40 | きょうイチニュース                         | きょうイチニュース                         | きょうイチニュース                         | きょうイチニュース                         | きょうイチニュース                         |
| 16:15 | きょうの深掘り                             | きょうの深掘り                             | きょうの深掘り                             | きょうの深掘り                             | きょうの深掘り                             |
| 16:50 | 特集                                       | 特集                                       | 特集                                       | 特集                                       | 特集                                       |
| 17:10 | 岡さんの天気予報（中継＋スタジオ解説）     | 岡さんの天気予報（中継＋スタジオ解説）     | 岡さんの天気予報（中継＋スタジオ解説）     | 岡さんの天気予報（中継＋スタジオ解説）     | 岡さんの天気予報（中継＋スタジオ解説）     |
| 17:20 | おかえりピックアップ                       | おかえりピックアップ                       | おかえりピックアップ                       | おかえりピックアップ                       | おかえりピックアップ                       |
| 17:36 | おかえり機動班中継話題のスポットから生中継 | おかえり機動班中継話題のスポットから生中継 | おかえり機動班中継話題のスポットから生中継 | おかえり機動班中継話題のスポットから生中継 | おかえり機動班中継話題のスポットから生中継 |
| 17:47 | 第1部終了                                  | 第1部終了                                  | 第1部終了                                  | 第1部終了                                  | 第1部終了                                  |
| 17:47 - 17:50は『私の幸福時間』、 17:50 - 18:15は『スーパーJチャンネル』の第2部（ANN全国ニュースパート）を単独番組として放送するため一時中断 |                                            |                                            |                                            |                                            |                                            |
| 18:15 | おかえりトピックス                         | おかえりトピックス                         | おかえりトピックス                         | おかえりトピックス                         | おかえりトピックス                         |
| 18:25 | おかえりニュースフラッシュ                 | おかえりニュースフラッシュ                 | おかえりニュースフラッシュ                 | おかえりニュースフラッシュ                 | おかえりニュースフラッシュ                 |
| 18:33 | 情報系企画                                 | 情報系企画                                 | 情報系企画                                 | 情報系企画                                 | 情報系企画                                 |
| 18:54 | お天気                                     | お天気                                     | お天気                                     | お天気                                     | お天気                                     |

## 主なコーナー・企画

### 現在（2023年9月第3週以降）

#### 全曜日の共通企画・コーナー
- 天気予報（解説キャスター：清水とおる◎○、中継リポーター：友廣南実／中西花→谷くるみ／三好莉央／中西、出演：エビシー）
  - 『キャスト』に続いて、清水と「エビシー」の着ぐるみが出演。基本として、16時の前後・17時台・18時台に1回ずつ放送されている。
  - 16時の前後と17時台には、リポーターが「ABCスカイテラス」（朝日放送グループ本社10階）などからの生中継を通じて気象の概況や「洗濯予報」などを伝えた後に、清水がスタジオから解説している。
  - リポーターについては、関西地方の大学へ在学中のタレントが代々務めている。ただし、放送でのトークや字幕テロップでの呼称を「苗字＋さん」に統一している。
- 「おかえり機動班中継」（「フィールドキャスター」を中心に朝日放送テレビのアナウンサーが日替わりで担当）
  - 朝日放送テレビのアナウンサーで構成する「おかえり機動班」による生中継企画。同局の放送対象地域である関西地方を中心に、直近のニュースから注目度の高いイベント・スポットに至るまで、さまざまな「現場」からリポートを送る。
  - 中継先や中継日によっては、2部構成でオープニングの直後と16時台に放送することや、『スーパーベースボール 虎バン主義。』のナイトゲーム直前中継（詳細前述）を兼ねることがある。
- 「おかえりニュースランキング」
  - 『キャスト』の16時台で放送されていた「きょうの注目ニュースランキング」（『ANN NEWS』公式動画配信サイトへのアクセスデータに基づくベスト10方式のアクセス件数上位ランキング）の後継企画。当初は横山とサブキャスターが共同で進行していたが、後に横山が進行・解説役を一手に担った。
- 「エンタメぎゅぎゅっと」（当日のサブキャスターが担当）
  - 『キャスト』で17時台の後半（『スーパーJチャンネル』ANN全国ニュースパートの直前）に放送されていた「芸能女王」（月 - 木曜日：げいのうクイーン）／「井上公造の芸能王」（金曜日：いのうえこうぞうのげいのうキング）の後継コーナー。通常は、「エンタメ」（エンタテインメント）関連の記者会見・インタビュー映像をはさみながら、5項目のトピックスを「ぎゅぎゅっと」手短に伝える。2023年8月までは、「芸能女王」に続いて、月・火曜日に東／水 - 金曜日に津田が進行していた。
    - 井上は「芸能ジャーナリスト」として1996年4月から『おはよう朝日です』や当番組の前身番組（『ムーブ!』『キャスト』）に長らく出演していたが、自身の意向からテレビ・ラジオ番組へのレギュラー出演を2022年3月で一斉に終了したため、当番組では同業者の長谷川／島田薫が井上に相当するポジションで金曜日に出演している。島田薫は、横山・斎藤がメインキャスターを務めていた『おはようコールABC』でも、2016年4月6日から最終回まで週1 - 2日のペースで「芸能コメンテーター」を担った。

#### 特集（16時台）
- 月曜日：「真夜中の定点観測」
  - 『キャスト』で月曜日に放送されていた取材企画を、月1回のペースで継続。当番組での放送に際して、朝日放送テレビの報道局がYouTubeで運営する「ABCテレビニュース」のチャンネルでは、放送済みの取材動画を放送の直後から2年間公開している。
  - 関係者の承諾などを得て、街で気になるスポット（定点）に一晩だけテレビカメラを設置。そのカメラに映し出された人間模様を、取材ディレクターから当事者へのインタビューを交えながら、可能な限りありのままに紹介する。取材の映像にはリポーターを登場させていない。
  - 視聴者からの反響が大きい回は、『キャスト』時代に続いて特別番組『newsおかえり傑作選　真夜中の定点観測』として当番組と別の曜日・時間帯で随時放送している。
- 火曜日：「ウラドリ」
  - 朝日放送テレビ報道局ニュースセンターの記者などで構成する専属の取材班が、社会にはびこる課題や矛盾の「ウラ」（裏側）を徹底的な取材を通じて解き明かす。『キャスト』で毎週木曜日の18時台に放送した「オフレコ」の後継企画で、視聴者からも情報を常時募集。
- 木曜日：「島田大の移住しません課」（2022年9月10日から放送）
  - 朝日放送（ラジオとの兼営局時代）の元・アナウンサーで栃木県宇都宮市出身の島田大（朝日放送テレビ報道局ニュースセンターの記者）が、「『住みたい田舎』ベストランキング」（宝島社の月刊誌『田舎暮らしの本』が2013年から毎年発表しているランキング）の上位に入った自治体を徹底的に調査するロケ取材企画。
  - 島田はアナウンサー時代に『おはよう朝日です』（平日版）のニュースキャスターなどを務めながら、2000年代の後半から経済担当の記者を兼務。2017年6月の人事異動で記者職に専念してからも、『NEWSゆう+』で2011年4月から9月まで毎週火曜日に「島田大のもうかる研究所」、『キャスト』で2017年12月に冠コーナー「島田大のゲンバ検証」を持っていた。
- 金曜日：「#推しごと拝見」（2023年4月7日から放送）
  - さまざまな「お仕事（しごと）」に日々取り組んでいる人々から、番組を挙げて「推したく」（応援したく）なる人の「お仕事」振りに丸一日密着する取材企画。YouTube上の「ABCテレビニュース」チャンネルでは、放送済みのロケ動画を放送の直後から公開している。取材の映像にはリポーターを登場させていない。
- ほかにスーパーJチャンネルで放送した特集を不定期で遅れネットしている。

「アスミライプロジェクト」（国連が定めるSDGsの達成に向けた朝日放送グループの啓発プロジェクト）と連動した取材特集を随時放送。朝日放送テレビによるキャンペーン期間（毎年4月下旬）中の当番組では、キャスター陣以外のレギュラー出演者が取材に赴いた特集を連日放送している。2023年の9月第3週の9月18日から9月22日は、メインキャスターの横山が、「アスミライプロジェクト」と連動した日本各地からの生中継リポートで出演。

#### トレンド企画（17時台）
- 木曜日：「わが街ええもん物語～おかえり銘品館～」
  - 朝日放送グループが運営する「ふるラボ」（ふるさと納税に関するポータルサイト）と連動した取材企画で、『キャスト』時代の2021年10月29日から、「わが街ええもん物語」として毎週金曜日に放送。当番組の開始を機に、放送の曜日を木曜日に変更したほか、番組のタイトル（『newsおかえり』）に合わせてサブタイトル「おかえり銘品館」が付けられた。
  - ふるさと納税の返礼品から毎回1つの品に焦点を当てながら、その品を提供している自治体や、当該自治体で生産・加工に携わる地元の住民なども紹介。放送済みの取材動画を放送の直後からYouTube上の「ABCテレビニュース」チャンネルで公開していて、「ふるラボ」内の「ふるらぼチャンネル」からも視聴可能である。朝日放送テレビが関西ローカル向けに放送している「ふるラボ」のテレビCMには、増田紗織と上田剛彦（先輩アナウンサーで『キャスト』の最終メインキャスター）が出演中。
- 金曜日
  - 「カテキョのピーヤ」（隔週で放送、進行：小島よしお）
    - 「ピーヤ先生」に扮した小島が、「カテキョ」（家庭教師）さながらに、直近のニュースを身近な視点で児童が理解し易くスタジオで解説する企画。企画名の「ピーヤ」は、小島がピン芸人として披露しているギャグに由来している。

  - 「AmBitiousチャレンジ 習い事しよっ!」（隔週で放送、担当：真弓孟之・浦陸斗・大内リオン・吉川太郎＜いずれもAmBitiousのメンバー＞）
    - AmBitious（関西ジャニーズJr.から誕生したユニット）のメンバーから、真弓・浦・大内・吉川から習い事の最新事情を調査するロケ企画[29]。

#### 情報系企画（18時台）
- 月曜日：「じーーーんとSPORTS」（進行：ヒロド歩美→津田理帆◎→大仁田美咲◎）
  - 「SPORTS」（スポーツ）に関する企画枠で、（全国高等学校野球選手権大会や地方大会を含めた）学生スポーツ関連の密着取材企画「アオハル最前線～部活が教えてくれたコト～」を随時編成。NPBシーズン中の放送では、（放送前週の公式戦における）阪神タイガースの戦い振りを、当日のコメンテーターである阪神OBの野球解説者と振り返る。
  - ヒロドは月曜日の「日替わりMC」を務めていた時期に、スタジオでの進行と並行しながらインタビュー取材も担当していた。ヒロドの朝日放送テレビ退社に伴う「日替わりMC」卒業を機に、スポーツ実況経験者の横山や、現役のスポーツアナウンサーでもある大野雄一郎◎などがインタビュー取材へ随時赴いている。
- 火曜日：「古川×河合のなんでやねん!?」（リポーター：古川昌希◎○・河合郁人○）／「古川×塚田のなんでやねん!?」（リポーター：古川昌希◎○・塚田僚一○）
  - 『キャスト』から唯一引き継がれたロケ企画で、古川・河合・塚田も同番組に続いて出演。視聴者が「なんでやねん!?」（「なぜ?」を意味する関西弁）と疑問に感じた珍現象や、日常生活でいらだちを覚える事象などを調査するコーナーだったが、河合・塚田加入前の『キャスト』後期以降は、関西各地にある痕跡から特殊な歴史を推理する（番組側は最初から正解を知っている）テーマのみになっている。上記の3名が架空の調査機関（放送上は「政府の非公認組織」）「NDY」のメンバーに扮しながら調査する。
  - 「NDY」は「なんでやねん」のローマ字表記 (NANDEYANEN) を略した名称で、古川は河合／塚田からいずれか1名を伴いながら、この名称をロゴに用いた調査員風の制服姿でロケに臨んでいる。古川がロケをできない場合、「NDY研究生」の制服を着用した後輩アナウンサーまたは旧ジャニーズ事務所の後輩タレントが担当する場合がある。
  - 調査の対象に詳しい専門家（大阪担当の森なおみ、京都・滋賀担当の以倉敬之、鉄道担当の伊原薫、兵庫担当の道谷卓、阪神間担当の丸山健夫、奈良担当の藤井哲子）が、調査の成果を100点満点で採点し、ロケの最後に古川・河合／塚田へ伝える。元来は古川が単独で調査する企画であり、採点は『キャスト』後期から始まり、『キャスト』で放送した時期は河合・塚田の加入後も満点の評価を得られなかった。
  - 当番組で唯一、放送済みのロケ動画をTVerから放送後1週間限定で配信。朝日放送テレビの放送対象外地域でも、本放送の翌日（水曜日）から翌週水曜日の13:00まで無料で視聴可能である。
- 水曜日：「ヌシノメシ」（リポーター：さや香＜石井・新山＞）
  - ある街の事情に詳しい人物（放送上の呼称は「ヌシ」）の主観を基に、「その街で最もおいしい『メシ』（メニュー）を出している」飲食店を石井と新山が探し当てる企画。石井と新山が「ヌシ」を探し出すところからロケを始めているため、2人は「『ヌシ』が見付かるまでロケを続ける」ルールが課せられている。
- 木曜日：「いっとこFu!Fu!」（リポーター：清水啓之・森田まりこ）
  - 吉本新喜劇の座員である清水と森田が、週末に出向くことを視聴者にお勧めしたいスポットを紹介するロケ企画。企画名の「Fu!Fu!」（フー!フー!）は、2人が2021年4月から「夫婦」（ふうふ）としての生活を始めていることに由来している。
- 金曜日：「教えて!天才さん!?」（リポーター：天才ピアニスト＜竹内知咲・ますみ＞）
  - 関西地方で「天才」と呼ばれている人物の秘訣を、「天才ピアニスト」による取材を通じて紹介するロケ企画。

全国高等学校野球選手権大会の期間中に当番組を18:15から放送する場合には、火曜以外の曜日の企画を休止する代わりに、「なんでやねん!?」シリーズで放送済みの映像を活用した「なんでやねん!?傑作選」を曜日を問わず放送している。

### 過去
- 「り・ほ・り・ぽ」（担当：津田理帆◎○：月曜日の「トレンド企画」枠で番組の開始当初から2023年9月11日まで放送）
  - 津田の冠取材企画で、視聴者の生活に身近な「モノ」や「コト」をテーマに、最新トレンドの現場を徹底的に「りぽ」（リポート）。企画名の「りほ」は、津田の名前（理帆）に由来している。
  - 放送日によっては、津田以外の女性アナウンサーがリポートを担当。ヒロドが津田の前に月曜日の「日替わりMC」を務めていた時期には、「り・ほ・り・ぽ」向けの「りぽ」を担当した場合に、ヒロドの名字にちなんでタイトル「ヒ・ロ・り・ぽ」で放送していた。
  - YouTube上の「ABCテレビニュース」チャンネルでは、放送済みのリポート動画を放送の直後から1年間公開。津田の産前産後休暇入りに伴ってコーナーを休止してからも、津田が「りぽ」を担当した回の大半のアーカイブ動画を配信するページを残している。
- 「佐藤修平のマニアな世界」（担当：佐藤修平◎○：水曜日の「情報企画」枠で番組の開始当初から2023年2月頃まで放送）
  - 「（ある分野の）マニア」を自他共に認める人物と、その分野の魅力を紹介していたロケ取材企画。YouTube上の「ABCテレビニュース」チャンネルでは、放送済みのロケ動画を放送の直後から公開していて、企画の終了後もアーカイブ動画の配信のページを残している。

## お天気カメラ設置ポイント
- おはよう朝日です#お天気カメラ設置ポイントを参照。
- 朝日放送テレビが平日（基本として水曜日）に阪神甲子園球場から阪神主催のナイトゲームを当番組に続いて中継する場合には、『おはよう朝日です』と違って、球場内に臨時で設けたお天気カメラも使用している。

## テーマソング
- オープニングテーマ：岡崎体育『季節の報せ』
  - 「番組のタイトルに入れている『おかえり』の情景を（詞と曲で）描ける」ことから、京都府宇治市出身の岡崎に書き下ろしと歌唱を依頼[2]。タイトルの『報せ』は、「しらせ」と読ませる。

## 特別番組

### 火曜日の調査ロケ企画「なんでやねん!?」からのスピンオフ番組
- 2022年7月17日（日曜日）16:25 - 17:25『newsおかえりスペシャル　なんでやねん!?傑作選～A.B.C-Z河合&塚田が関西ミステリーに挑む～』
  - 「大阪・京都・神戸…関西3都市のミステリーに迫る」テーマに沿って、「なんでやねん!?」シリーズへ河合／塚田が加わってから放送した映像から3回分を再構成。
- 2022年11月26日（土曜日）13:28 - 14:30『newsおかえりスペシャル　なんでやねん!?傑作選』
  - 1週間後の同じ時間帯に編成されている『なんでやねん!? 全国大調査スペシャル』（後述）の予告を兼ねた総集編で、過去のレギュラー放送から古川・河合・塚田が1本ずつ選んだ調査映像と、当番組のスタジオセットで収録した3人の座談会を放送。
- 『なんでやねん!? 全国大調査スペシャル』
  - （『キャスト』時代からの通算で）放送10周年の節目に制作した初めての特別番組で、2022年12月3日（土曜日）の13:28 - 14:30に第1弾[30]、2023年3月19日（日曜日）の16:25 - 17:30に第2弾[31]、2023年12月3日（日曜日）の16:25 - 17:25に第3弾[32]、2024年7月28日（日曜日）の16:25 - 17:25に第4弾を放送。古川・河合・塚田以外のレギュラー出演者からも、第1弾には横山・本上・石戸・久野、第2弾には本上・石戸・久野、第3弾には横山・本上・石戸・久野・松尾、第4弾には横山・石戸・松尾が登場している。
  - 地上波は関西ローカル向けに放送し、インターネットは放送済みの本編動画をTVerとGyao!から配信して関西地方以外の全国で放送から1週間限定で視聴が可能。朝日放送テレビ放送対象外地域（第1弾ではさっぽろテレビ塔と中部電力 MIRAI TOWER、第2弾では東京都の浅草、第3弾では福井県の集落、第4弾では敦賀と名古屋）でも調査した。
- 2024年12月29日（日曜日）15:30 - 17:30は、『newsおかえりプレゼンツなんでやねん!?SP』として、前半1時間は傑作選、後半1時間は全国大調査SP第5弾となった。前半はスタジオ部分はなかったが、後半は横山・本上・石戸・久野・松尾が登場した。傑作選の内容が全国調査のヒントになっていた。富山市と羽島市を取材した。
- 2025年1月2日（木曜日）14:30 - 16:00『newsおかえりスペシャル　なんでやねん!?傑作選～新春90分SP～』として、古川、河合、塚田、スタッフが選んだ作品4本を放送。

### 国政選挙の開票特別番組
- テレビ朝日系列が国政選挙当日夜に全国ネットで放送する『選挙ステーション』（テレビ朝日制作）は、朝日放送→朝日放送テレビが第1部の大半を関西ローカル向けに代々差し替え、2022年7月10日第26回参議院議員通常選挙以降は差し替え対象の時間帯を「当番組と『おはよう朝日です』のコラボレーションパート」として編成している。
  - 第26回参議院議員通常選挙の執行に際し、メタバースを活用した双方向型のコラボレーションイベントを、「＃メタバースで政治家の話を聞いてみた」を執行日確定前の2022年5月28日に開催[33]。執行日に放送した『選挙ステーション2022』でも、「（メタバースを利用している）若者にとって、政治をもっと身近にしたい」目的で、「＃メタバースで選挙FES」と称する連動イベントの実施を放送中にメタバース上で計画していた。執行2日前で告示期間中の7月8日に、朝日放送テレビ放送対象地域内の奈良市近畿日本鉄道大和西大寺駅前で安倍晋三銃撃事件が発生した。銃撃を受けた内閣総理大臣安倍晋三の死亡が搬送先の奈良県立医科大学附属病院で確認され、朝日放送テレビはイベントの中止を同日に決定した[34]。